# Прапор Козельця

## Опис

Прапор Козельця за часів Російської імперії

До геральдичних знаків відносимо герб і прапор, які надавались містам, що мали Магдебурзьке право.
Козельцю Магдебурзьке право було надане 20 листопада 1656 року Універсалом гетьмана України Богдана Хмельницького, а 1663 року Указом Московського царя Олексія Михайловича були надані місту герб і прапор.
4 червня 1782 року імператриця Катерина ІІ підтвердила право Козельця на герб і прапор, а в 1857 році — за указом імператора Олександра ІІ вони набули сучасного вигляду (хоча пізніше до прапора були внесені деякі зміни).
Прапор Козельця — зелено-блакитно-жовте полотнище з виділенням білого квадрата у верхньому лівому куті на дві третини ширини прапора. Білий квадрат з гербом міста є традиційним для всіх прапорів самоврядних територій. Зелений колір символізує належність Козельця до Чернігівської губернії. Блакитний і жовтий — символи Української держави, які з'явилися на прапорі міста за доби Центральної Ради, а до цього на їх місці були кольори Російської імперії — біло-блакитно-червоні.
Заміна нижньої частини прапора на блакитно-жовтий є історично вмотивованою, адже Козелець є старовинним українським містом.